# Seminole (Florida)
Seminole es una ciudad ubicada en el condado de Pinellas en el estado estadounidense de Florida. En el Censo de 2010 tenía una población de 17 233 habitantes y una densidad poblacional de 1180,57 personas por km².

## Geografía
Seminole se encuentra ubicada en las coordenadas 27°50′33″N 82°47′4″O / 27.84250, -82.78444. Según la Oficina del Censo de los Estados Unidos, Seminole tiene una superficie total de 14.6 km², de la cual 13.2 km² corresponden a tierra firme y (9.58 %) 1.4 km² es agua.

## Demografía
Según el censo de 2010, había 17 233 personas residiendo en Seminole. La densidad de población era de 1180,57 hab./km². De los 17 233 habitantes, Seminole estaba compuesto por el 93.93 % blancos, el 1.41 % eran afroamericanos, el 0.34 % eran amerindios, el 2.33 % eran asiáticos, el 0.05 % eran isleños del Pacífico, el 0.64 % eran de otras razas y el 1.29 % pertenecían a dos o más razas. Del total de la población el 4.35 % eran hispánicos o latinos de cualquier raza.